# 運算數
數學上的運算數（或稱運算元、operand）是指數學運算的對象，以此進行數學運算。

## 範例
以下的代數運算式可以看到運算数及算子：
{\displaystyle {{3}+{6}}=9}
其中+是加法的符號，即運算子（operator）。
操作数3是加法的一個操作数，後面跟著算子，操作数'6'是加法的另一個操作数。
運算的結果是9，也稱為加法的和。
運算數也可以稱為是「算子中的一個輸入」。

## 標示法

### 以運算式表示的運算數
運算數可以很複雜，也可以是由運算數及算子組成的運算式。
{\displaystyle (3+5)\times 2\;}
在上述的運算式中，(3 + 5)是乘法的第一個運算數，而2是第二個運算數。 運算數(3 + 5)本身也是運算式，其中包括算子加號，以及二個運算數3和5。

### 運算順序
算子運算的順序會影響運算的結果：
{\displaystyle 3+5\times 2}
上述算式中，乘法會在加法前先計算，乘法的運算數分別為5和2，而加法的運算數分別為3和5 × 2。

### 運算數和算子的對應位置
數學運算有不同的表示法，運算數和算子的對應位置也有所不同。其中最常用的是中缀表示法，二元算子會放在二個運算數的中間，不過也有其他的表示法，像是前綴表示法（也稱為波蘭表示法）及逆波兰表示法（也稱為逆波蘭表示法），這種表示法較常在計算機科學中出現。
以下是不同表示法的比較，都是表示1和2相加：
{\displaystyle {{1}+{2}}} （中缀表示法）
{\displaystyle +\;1\;2\;}（前綴表示法）
{\displaystyle 1\;2\;+\;}（後綴表示法）
較複雜的例子如：
{\displaystyle \left\vert {{\frac {10}{2}}+{1}}\right\vert } （中缀表示法）
{\displaystyle abs\;+\;/\;10\;2\;1\;}（前綴表示法）
{\displaystyle 10\;2\;/\;1\;+\;abs\;}（後綴表示法）
以上三個式子皆代表10先除以二，與1相加後再取絕對值。其中，{\displaystyle abs}表示一數的絕對值。

### 中缀表示法及運算次序
前綴表示法和後綴表示法中不需處理運算次序的問題，但中缀表示法需考慮到各算子的運算次序，可以用以下的英文句子助憶：
Please excuse my dear Aunt Sally.
其中單字的第一個字母表示以下的詞：
p = 括弧（parentheses）
e = 幂次（exponents）
m = 乘法（multiplication）
d = 除法（division）
a = 加法（addition）
s = 減法（subtraction）
在數學運算中，運算順序是從左到右，由最左側開始，找到需最先計算的算子，進行計算，再計算第二重要的算子……，例如以下的運算式：
{\displaystyle 4\times 2^{2}-(2+2^{2})},
第一個要處理的是括弧內的運算式，此處括弧內的運算式只有(2 + 22)，在括弧內要最先計算的算式為22，其數值為4，在計算後，剩下的運算式為：
{\displaystyle 4\times 2^{2}-(2+4)}
接下來要處理的仍是括弧內的運算式，此處括弧內的運算式為(2 + 4) = 6，因此剩下的運算式為：
{\displaystyle 4\times 2^{2}-6}
在計算完括弧內的運算式後，繼續從左到右找最先要計算的運算式，接下來要最先計算的運算式為幂次，對應的算式為22，其數值為4，因此剩下的算式為
{\displaystyle 4\times 4-6\;}.
接下來要計算的是乘法，{\displaystyle {{4}\times {4}}=16}，因此算式變成
{\displaystyle 16-6\;}
依運算順序，要考慮的是除法，不過沒有除法，再來要考慮的加法也沒有出現，因此要處理的是減法
{\displaystyle 16-6=10\;}.
因此算式4 × 22 − (2 + 22)的結果為10。
在中缀表示法中，運算順序非常重要，若運算順序錯誤，可能會算到錯誤的數值，只有每個運算都依正確的運算順序計算，才會有正確的結果。

### 元数
算子需要運算數（運算元）的個數稱為元数。算子可以依元数分為一元運算（一個運算元）、二元运算（二個運算元）及三元運算（三個運算元）等。